# محمد پور رحمت‌الله
محمد پور رحمت‌الله بازیکن فوتبال اهل بندر انزلی است که در تراکتورسازی تبریز بازی می‌کند.